# Lumijoki
Lumijoki este o comună din Finlanda.